# Сунђер Боб Коцкалоне филм: Сунђер у бекству
Сунђер Боб Коцкалоне филм: Сунђер у бекству (енгл. The SpongeBob Movie: Sponge on the Run) амерички је играни/рачунарски-анимирани авантуристичко-хумористички филм из 2020. године, базиран на анимираној телевизијској серији Сунђер Боб Коцкалоне. Режирао га је развијач серије и и бивши писац серије Тим Хил, који је написао сценарио са Мајклом Квамеом из приче Арона Спрингера, Џонатана Ејбела и Глена Бергера. Представља први филм у франшизи Сунђер Боб Коцкалоне који је у потпуности анимиран CGI пре него у редовној 2D анимацији. Глумци који су тумачили редовне гласовне улоге у серији репризирали су своје улоге из серије и ранијих филмова.
Филм су продуцирали Paramount Animation, Nickelodeon Movies и United Plankton Pictures са анимацијом коју је обезбедио Mikros Image. Првобитно је био заказан за биоскопско приказивање студија Paramount Pictures пре него што је отказан због пандемије вируса корона. Премијерно је приказан 14. августа 2020. године у Канади, кога ће пратити приказивање филма током почетка 2021. године на премијум услузи видео на захтев и стриминг услузи CBS All Access.
У Србији је филм објављен 5. новембра 2020. године на стриминг услузи Netflix, синхронизован на српски језик. Синхронизацију је радио студио Соло. Сунђер Боб Коцкалоне филм: Сунђер у бекству је први филм доступан са српском синхронизацијом на стриминг услузи Netflix, услед отказивања биоскопског приказивања због пандемије. Такође, након масовних негативних критика публике на првој најави, у којој је коришћена постава из синхронизације канала Nickelodeon, враћена је стара постава која је била присутна раније у серији и претходном филму.

## Радња
Сунђер Боб и његов најбољи друг Патрик крећу у епску авантуру у изгубљени град Атлантик Сити како би вратили пужа Гарија кући. Док се боре са свим задовољствима и опасностима ове урнебесне спасилачке мисије, Сунђер Боб и његови другари доказаће да не постоји ништа снажније од силе пријатељства.

## Улоге
| Глумац                                 | Улога                | Глумац у синхронизацији (Соло)                |
| -------------------------------------- | -------------------- | --------------------------------------------- |
| Том Кени Антонио Раул Корбо (мали)     | Сунђер Боб Коцкалоне | Владислава Ђорђевић Дарија Врачевић (мали)    |
| Бил Фегрбаке Џек Гор (мали)            | Патрик Звезда        | Димитрије Стојановић Димитрије Николић (мали) |
| Роџер Бампас Џејсон Мејбаум (мали)     | Лигњослав Пипак      | Димитрије Стојановић Зоја Лукић (мали)        |
| Кленси Браун                           | Кеба Краба           | Владислава Ђорђевић                           |
| Мистер Лоренс                          | Планктон             | Димитрије Стојановић                          |
| Џил Тали                               | Карен                | Владислава Ђорђевић                           |
| Керолајн Лоренс Пресли Вилијамс (мала) | Сенди Обрашчић       | Владислава Ђорђевић Стрела Миљеновић (мала)   |
| Мери Џо Катлет                         | госпођа Пуфна        | Владислава Ђорђевић                           |
| Аквафина                               | Бoто                 | Мариана Аранђеловић                           |
| Дани Трехо                             | Ел Диабло            | Младен Андрејевић                             |
| Мет Бери                               | Краљ Посејдон        | Небојша Љубишић                               |
| Реџи Вотс                              | Саветник             | Жика Миленковић                               |
| Кијану Ривс                            | Мудри                | Бојан Жировић                                 |
| Снуп Дог                               | Коцкар               | непознато                                     |